# Saskia Sassen
Saskia Sassen, född 5 januari 1949 i Haag, är en nederländsk-amerikansk professor i sociologi vid Columbia University. Sassen har tidigare varit verksam vid University of Chicago och varit gästprofessor vid London School of Economics and Political Science.

## Verk
Sassen har skrivit en rad böcker om globalisering, informationssamhället och den moderna stadens struktur, bland annat The Global City (1991), Losing control?: Sovereignty in an age of globalization (1996). På svenska finns Gäster och främlingar (2001) och Territorium, Makt, rättigheter : sammansättningar från medeltiden till den globala tidsåldern. (2007). Hon har även skrivit för flera tidningar, inklusive New York Times, Financial Times och International Herald Tribune.

## Utmärkelser
- 1977  Föreläsare vid Tore Browaldh-föreläsningen
- 2011  Hedersdoktor vid Kungliga Tekniska högskolan.[12]